# OpenAerialMap

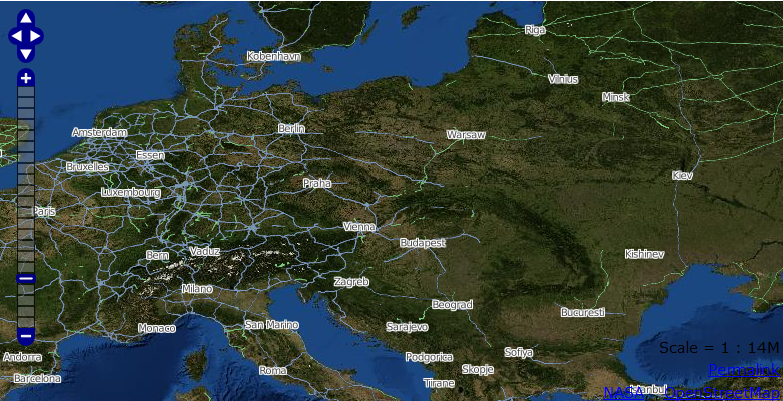
Mapa Europy Środkowej na stronach OAM z siecią dróg z serwisu OpenStreetMap

OpenAerialMap (OAM) – społecznościowy serwis internetowy zawierający mapy zdjęć lotniczych dostępnych na wolnych licencjach. OpenAerialMap potrafi też wykorzystywać mapy konturowe z serwisu OpenStreetMap.
Pod koniec 2008 Christopher Schmidt poinformował, że rozwój projektu zatrzymał się. Od tamtego czasu żaden z serwerów udostępniejących zdjęcia lotnicze nie jest dostępny. Pod koniec roku 2009 wybrany został zespół osób odpowiedzialnych za zaprojektowanie i ponowne uruchomienie serwisu.

## Zasoby
Przyjmowane są zasoby na licencjach zgodnych z licencją Creative Commons Attribution License (CC BY) oraz należące do domeny publicznej. Dane można dodawać za pomocą stron wiki.